# 不可容忍法令

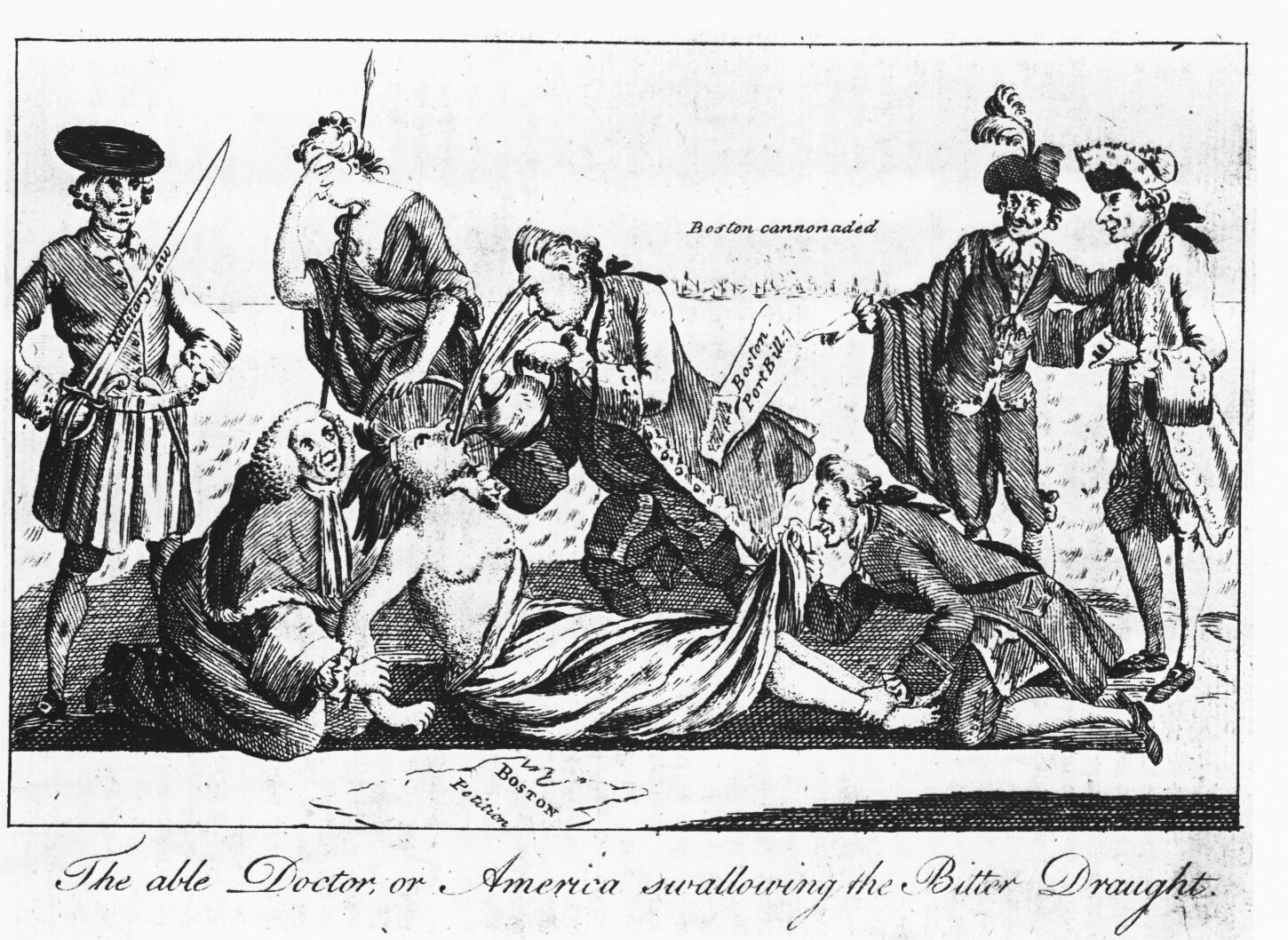
此描绘了强制法令对美洲土著妇女（象征美洲殖民地）攻击的卡通畫在北美被复制分发

不可容忍法令（英語：Intolerable Acts），當時英國政府稱為强制法令（Coercive Acts），是用来形容一系列英国议会在1774年通过的法律，该法与英国在北美的殖民地有关。这些法令夺走了马萨诸塞州的自治权和很多以前一直具有的权利，引发了随后成为合众国的十三殖民地人民的愤怒和抵抗，同时也是引发美国革命的重要因素。
有四项法令是对1773年12月波士顿倾茶事件的直接回应；英国议会希望，通过树立马萨诸塞殖民地的榜样，让这些惩戒性措施可以扭转始于1765年印花税法令的殖民地抵抗英国议会权威的趋势。第五项法令，魁北克法令，加大了当时魁北克省的边界，并且制定了有利于该地区法国天主教居民的改革；虽然与其他四项法令无关，但该法令通过议会会议，并被殖民者看作是不可容忍法令之一。
许多殖民者认为这些法令是对他们权利的专断侵害，1774年，他们组织第一届大陆会议来协调抗议。随着紧张局势升级，次年美国独立战争爆发，最终使得美利坚合众国成立。

## 背景
1763年七年战争结束后，十三殖民地和大不列颠王国的关系慢步但持续恶化。战争使英国政府深陷债务之中，因此英国议会颁布一系列措施来增加殖民地税收。议会认为这些法令是合法手段，如1765年印花税法令，和1767年汤森法令，均为用于征收殖民地应该分摊的大英帝国维护资金的份额。虽然抗议导致印花税和汤森法令的撤销，但是议会在1766年宣示法令中坚持，“无论什么情况”下，都拥有立法权的地位。
然而，许多殖民者对大英帝国产生了不同的看法。他们认为，在英国宪法之下，大英臣民的财产（以税收的形式），不可未经本人同意（以政府议会代表的形式）而剥夺。因此，由于殖民地在议会中未有直接代表，一些殖民者认为议会无权向他们收税，这个观点可以从“無代表，不納稅”这个口号中看出。汤森法令之后，一些殖民地评论家沿此思路下去，甚至开始质疑议会究竟有没有合法的殖民地管辖权。对殖民地的议会至上原则涉及范围的质疑，是美国革命形成的潜在因素。

## 法令通过
1773年12月16日，一群殖民地人民摧毁了波士顿重达几吨的茶叶，此行为被称为波士顿倾茶事件。殖民者参与此事是因为议会禁止除了来自东印度公司之外的茶叶的进口（目的为挽救即将破产的公司）。这使得英国茶叶较为便宜，议会认为此举在殖民地是受欢迎的改变。议会除了制造垄断和破坏美洲自由市场竞争之外，还增加了一项未经殖民地人民许可的税收。再一次，议会对殖民者征税，而他们却仍然没有公正的议会代表。此举激怒了殖民者。1774年1月消息传到英国。议会回应以一系列对波士顿倾茶行为惩戒性质的法令，恢复英国在马萨诸塞的权威，在其他方面，则重组美洲的殖民地政府。
1774年4月22日，首相诺斯勋爵在下议院为此计划的辩护中说道：
The Americans have tarred and feathered your subjects, plundered your merchants, burnt your ships, denied all obedience to your laws and authority; yet so clement and so long forbearing has our conduct been that it is incumbent on us now to take a different course. Whatever may be the consequences, we must risk something; if we do not, all is over.
- 译文：美洲人在您的臣民身上涂柏油和粘羽毛，劫掠您的商人，烧毁您的船只，否认对您法律和权威的服从；但是，我们却表现得仁慈和一直容忍，所以现在我们必须采取不同的道路。无论结果如何，我们必须冒险一些；如果我们不这样做，一切就都完了。

对波士顿倾茶事件的第一个回应法令，波士顿港口法，下令关闭波士顿港，直到东印度公司得到销毁茶叶的补偿和国王对秩序恢复感到满意为止。殖民地人民反对港口法惩罚所有波士顿人而非只是倾茶的个人，而且，将受惩罚的人却没有机会在辩护中出庭作证。
相比港口法，马萨诸塞政府法挑起了更多的愤怒，因为它单方面改变马萨诸塞政府，使之在英国政府的掌控之下。在政府法的条款下，几乎所有殖民地政府职位都要由总督或国王任命。而且该法，除非有总督要求，将马萨诸塞的镇民大会严格限制到一年一次。马萨诸塞之外的殖民者担心他们的政府同样遭到议会的立法许可而被更改。
司法法允许，如果总督认为皇家官员在马萨诸塞得不到公正的审判，他可以将对被指控的官员的审判移交到其他殖民地甚至是移交到大不列颠。虽然该法规定证人可以得到旅费的补偿，但是实际上很少有殖民者有能力离开工作，横渡大洋去出庭作证。乔治华盛顿称之为“杀人法”，因为他认为，此法允许英国官员侵扰美国人却可以逃脱法律制裁。许多殖民者认为此法没有必要，因为波士顿大屠杀中的英国士兵已经得到了公正的审判。
驻营法适用于所有殖民地，力图制定更有效的在美英军住房方法。一个先前的法令中，殖民地已经被要求提供士兵以住房，但是殖民地立法机关对此并不合作。新的驻扎法允许，如果无法提供合适的住处，总督让士兵居住在其他建筑内。虽然许多资料声称驻营法允许士兵居住在有人的私人住宅，但是历史学家大卫·艾默曼1974年的研究认为，这是虚构的，法令只允许军队驻扎在无人建筑内。虽然许多殖民者认为驻营法令人讨厌，但在强制法令之中，它产生的抗议是最少的。
魁北克法这一项立法，虽然和波士顿事件没有明确关系，但也被看作是不可容忍法令之一。因为该法令在同一议会会议时通过，所以殖民地人民也认为这是惩罚他们计划的一部分。该法令将当时的英属魁北克省向南延伸到俄亥俄河，向西延伸到密西西比河，并且，实行有利于法国天主教居民的改革（虽然仍然拒绝给予他们民选立法议会）。该法令删去了在宣誓效忠上指向新教信仰的部分，并且保证了罗马天主教信仰的自由宗教活动。“魁北克法”得罪了英国殖民地不同的利益集团。土地投机者和移民反对之前被殖民地获得的西部土地移交给一个非代议制政府。许多人担心魁北克的天主教设立，和担心法裔加拿大人被拉拢去帮助压制英裔美国人。有人说魁北克法直接针对本杰明·富兰克林，当时他致力于建立一个俄亥俄殖民地。

## 影响
许多殖民者认为强制法令侵犯了他们宪法赋予的权利，天赋人权，和殖民地宪章。因此，他们认为这些法令是对所有英属美洲自由的威胁，而非仅仅是马萨诸塞。例如，弗吉尼亚殖民地的理查德·亨利·李将这些法令描述为“用于破坏美洲自由的最邪恶的制度”。
波士顿市民认为，这些法令不只是不必要和残酷的惩罚，而且更加激起了走向革命的反英仇恨。 所以，强制法令的结果就是，更多的殖民地人民想要反抗英国。
英国希望强制法令可以隔离开马萨诸塞的激进分子，并且使美洲殖民者承认议会权威高于他们的民选议会。 因为有些法令过于尖锐，殖民地的温和派也难以发表有利于议会的演说，事与愿违的风险也就可想而知了。 这些法令无意中促进了对马萨诸塞的同情，也促使其他各殖民地的居民组成了第一届大陆会议。大陆会议成立了大陆协会，协定共同抵制英国商品，并且，如果强制法令得不到反转，将停止向英国出口商品。大会还承诺，若有攻击，将支持马萨诸塞，这意味着所有殖民地都将参与始于列克星敦和康科德的独立战争。